# سيمون بال
سيمون بال (بالإنجليزية: Simon Ball)‏ هو راقص باليه أمريكي، ولد في 1976 في بيتسبرغ في الولايات المتحدة.